# Шпиллер, Всеволод Дмитриевич
Все́волод Дми́триевич Шпи́ллер (14 июля 1902, Киев — 8 января 1984, Москва) — священник Болгарской православной церкви, с февраля 1950 года — Русской православной церкви; протоиерей; проповедник.

## Доброволец Белой армии
Учился во Владимирском кадетском корпусе в Киеве. В конце октября 1917 года участвовал в боях в Киеве на стороне правительственных войск против красногвардейцев. Был ранен. Вступил добровольцем в Белую армию, в 1918—1920 годах участвовал в Гражданской войне в составе Добровольческой армии, был произведён в офицеры.

## Годы эмиграции. Служение в Болгарии
Эмигрировал в 1920 году с армией генерала Врангеля, жил в Константинополе, Галлиполи, в конце 1921 года переехал в Болгарию. Как и многие русские офицеры, в эмиграции бедствовал, был вынужден поступить на работу в компанию, занимавшуюся извлечением и разрядкой снарядов, находившихся на затонувших близ болгарского побережья морских судах. Рисковал жизнью, занимаясь этой опасной работой. Предложил способ, облегчивший разрядку, после чего получил ответственный пост в данной компании. Заработанные деньги дали ему возможность получить высшее образование, поступил в Софийский университет в 1927 году, окончил богословский факультет Софийского университета.
20 июня 1934 года рукоположён в сан диакона, 21 июня хиротонисан во иерея епископом Русской зарубежной церкви Серафимом (Соболевым). Служил приходским священником Успенской церкви в городе Пазарджике Пловдивской епархии. Одновременно преподавал гуманитарные предметы в гимназии и сельскохозяйственном институте.
С 1944 года жил в Софии, по приглашению министра иностранных дел и культов Болгарии Петко Стайнова работал в комиссии по выработке проекта законодательства об отделении церкви от государства, оставаясь клириком Болгарской православной церкви (БПЦ).
С 1 января 1945 года до 1 февраля 1950 года — помощник настоятеля кафедрального собора Святой Недели в Софии. В 1946 году отец Всеволод познакомился с патриархом Московским Алексием, посетившим Болгарию с пастырским визитом.
В начале 1947 года был «восстановлен» в советском гражданстве в соответствии с указом «О восстановлении в гражданстве СССР бывших подданных Российской империи» от 14 июня 1946 года, который предполагал рассмотрение личного дела специальной комиссией.
Из секретных донесений советских официальных лиц в Болгарии явствует, что Шпиллер как советский гражданин встречал враждебное отношение к себе со стороны руководящего духовенства в экзаршество антикоммунистически настроенного экзарха Стефана (Шокова); так, в письме от 7 мая 1948 года поверенного в делах СССР в Болгарии Климента Левычкина заместителю министра иностранных дел Андрею Вышинскому упоминался как симптоматичный инцидент в январе того же года, когда Шпиллер был демонстративно удалён с собрания священников как «чужеродный пришелец».
Летом 1948 года посетил Москву в составе делегации Болгарской церкви, участвовавшей в Совещании глав и представителей автокефальных православных церквей; из делегации по настоянию правительства СССР были исключены все нежелательные для советского руководства и Московского патриархата кандидаты.
В апреле 1949 года ответственный сотрудник Совета по делам Русской православной церкви (РПЦ) Карпович[уточнить] в записке председателю Совета Георгию Карпову докладывал о «нецелесообразности переезда из Болгарии в СССР протоиерея В. Д. Шпиллера» в связи с тем, что тот являлся «аккуратным поставщиком Московской патриархии информации о положении в Болгарской церкви»; Карпович отмечал в порядке разъяснения, что архиепископ Серафим (Соболев) (тогда также в юрисдикции РПЦ) «чрезвычайно скуп на посылку информации и ограничивает интересы рамками своей епархии (благочиния)»; предлагал разрешить выезд Шпиллеру в СССР «позже, когда определится расстановка сил внутри епископата Болгарской церкви в пользу твёрдого курса на Московскую патриархию».

## Служение в Москве
Прибыл в СССР на постоянное жительство 5 февраля 1950 года. Уже 7 февраля имел беседу, по личной просьбе, с заместителем председателя Совета по делам Русской православной церкви при Совете министров СССР Сергеем Белышевым, в ходе которой подробно рассказал о ситуации в Болгарской церкви.
Патриархом Московским Алексием 10 февраля 1950 года назначен настоятелем церкви Ильи Пророка в Загорске. В 1950—1951 годах — инспектор Московской духовной академии и семинарии, доцент. В 1951 году недолго был настоятелем Успенской академической церкви в Новодевичьем монастыре. В 1951—1984 годах — настоятель храма Святителя Николая в Кузнецах в Москве.
Сумел создать многочисленный приход, его духовными чадами были многие представители интеллигенции. Много проповедовал, его проповеди записывались на магнитофон, и плёнки расходились по стране среди верующих.
Духовно-просветительская деятельность отца Всеволода расценивалась властями как антисоветская. Партийное руководство раздражали его независимая позиция, зарубежные связи и проповеди, магнитофонные записи которых расходились по стране. Церковное положение отца Всеволода было сложным. Ему приходилось давать личные и письменные объяснения церковному начальству по поводу поступавших на него доносов. После смерти покровительствовавшего ему патриарха Алексия он был снят с прихода указом нового патриарха Пимена[уточнить] и отправлен «на покой» — в отставку без пенсии и средств к существованию, а настоятелем Николо-Кузнецкого храма был назначен бывший обновленческий протоиерей Константин Мещерский, активно сотрудничавший с властями. Однако он умер 13 августа 1966 года, когда должен был вступить в исполнение обязанностей настоятеля. Новых попыток снять отца Всеволода не последовало, и он оставался настоятелем храма вплоть до кончины, когда его сменил Владимир Рожков.
Среди его учеников — ряд московских священнослужителей: Александр Куликов, Николай Кречетов, Владимир Воробьёв (настоятель Николо-Кузнецкого храма с 1997 года), Александр Салтыков, Валентин Асмус, а также Евграф Дулуман, известный своей деятельностью в области научного атеизма.
В 1974 году отец Всеволод в интервью, опубликованном советским Агентством печати «Новости», подверг критике Александра Солженицына, высланного из страны, обвинив писателя в нехристианских взглядах и в стремлении расколоть Церковь.
Последнюю в своей жизни литургию совершил 19 декабря 1983 года (Николин день). Скончался 8 января 1984 года; был отпет архиепископом Зарайским Иовом (Тывонюком), похоронен на Кузьминском кладбище Москвы.

## Публикации
статьи
- Болгарская Церковь и Московское Совещание // Журнал Московской Патриархии. М., 1948. — № 11. — С. 5—9.
- Римско-католический догмат о главенстве папы в Церкви (критика в русской богословской литературе) // Журнал Московской Патриархии. М., 1950. — № 12. — С. 44—53
- К первой годовщине патриаршества в Болгарии // Журнал Московской Патриархии. М., 1954. — № 5. — С. 69—73.
- Болгарский Патриарх Кирилл как писатель-богослов // Журнал Московской Патриархии. М., 1954. — № 8. — С. 54—58.
- Желанные гости (о пребывании в СССР Болгарской церковной делегации) // Журнал Московской Патриархии. М., 1954. — № 10. — С. 13—17.
- «Църковен Вестник» (орган на Българската Православна Църква), 27.XI 1954, № 43, 44 // Журнал Московской Патриархии. М., 1955. — № 2. — С. 93—94.
- К кончине Его Блаженства б. Митрополита Софийского и Экзарха Болгарского Стефана // Журнал Московской Патриархии. М., 1957. — № 7. — С. 66—70.
- «Годишник на духовната академия св. Климент Охридски». Т. II (XXVIII), год 1951—1952, София (стр. 487) // Журнал Московской Патриархии. М., 1956. — № 2. — С. 76—79.
- Ежегодник Софийской духовной академии св. Климента Охридского, т. III (XXIX), 1953—1954 год // Журнал Московской Патриархии. М., 1956. — № 10. — С. 75—79.
- К 75-летию протопресвитера Стефана Цанкова // Журнал Московской Патриархии. М., 1956. — № 11. — С. 71—75.
- Пребывание группы деятелей Государственной Церкви Швеции в СССР // Журнал Московской Патриархии. М., 1959. — № 7. — С. 17—20.
- Делегация Старокатолической Церкви Германии в гостях у Московской Патриархии // Журнал Московской Патриархии. М., 1959. — № 9. — С. 41—45.
- Визит деятелей Реформатской Церкви Франции // Журнал Московской Патриархии. М., 1960. — № 9. — С. 14—18.
- Ответный визит Национальному Совету Церквей Христа в США // Журнал Московской Патриархии. М., 1963. — № 11. — С. 54—69.
- Ответный визит Национальному Совету Церквей Христа в США // Журнал Московской Патриархии. М., 1963. — № 12. — С. 28—40.
- Письмо архиепископу Брюссельскому и Бельгийскому Василию // Вестник Русского Западно-Европейского Патриаршего Экзархата. М., 1967. — № 58. — С. 107—109.
- При свете Вифлеемской Звезды // Журнал Московской Патриархии. М., 1954. — № 1. — С. 46—51.
- Пасха Господня // Журнал Московской Патриархии. М., 1961. — № 4. — С. 33—35.
- Беседы во время «Пассии» // Вестник РХСД. 1972. — № 104/105 — С. 5—41
- Письмо (архиеп. Брюссельскому Василию) от 30.12.1971 [О современной церковной жизни] // Вестник Русского Западно-Европейского Патриаршего Экзархата. М., 1972. — № 77. — С. 95—96.
- В день празднования иконе Божией Матери «Утоли моя печали» // Журнал Московской Патриархии. М., 1975. — № 1. — С. 38—39.
- Праздник в честь иконы Божией Матери «Утоли моя печали» в Николо-Кузнецком храме в Москве // Журнал Московской Патриархии. М., 1979. — № 5. — С. 18—20.
- «Воздержания учитель» // Журнал Московской Патриархии. М., 1984. — № 7. — С. 46.
- «Дерзайте, Я с вами»: Проповедь 27 июля 1980 г. // Православная община. — М. 1991. — № 1. — С. 5—6
- «Ищите прежде Царства Божия…» : Проповедь 1977 г. // Православная община. — М. 1991. — № 3 — С. 4—6
- О «богатом юноше»: Проповедь 1978 г. // Православная община. — М. 1991. — № 4 — С. 3—5
- Неделя о слепом: Проповедь 1977 г. // Православная община. — М. 1991. — № 5. — С. 3—5
- Притча о сеятеле: Проповедь 1978 г. // Православная община. — М. 1991. — № 6 — С. 3—5
- Притча о призванных на пир: Проповедь 1977 г. // Православная община. — М. 1992. — № 7 — С. 3—4
- Прощеное воскресенье: Проповедь 17 февраля 1980 г. // Православная община. — М. 1992. — № 11 — С. 3—5
- От земли к Небу… // Журнал Московской Патриархии. М., 1994. — № 3. — С. 46—49.
- Притча о добром самарянине: Проповедь // Православная община. — М. 1995. — № 29 — С. 9—12
- Притча о талантах: Проповедь // Православная община. — М. 1995. — № 30 — С. 9—12
- Слово в неделю о Закхее. Из проповедей в Николо-Кузнецком храме (1977 г.): Проповедь // Православная община. 1996. — № 34 — С. 3—7
- Из проповедей в Николо-Кузнецком храме (март 1981 г.) // Православная община. 1997. — № 37 — С. 3—10
- Из доклада министру иностранных дел и вероисповеданий Болгарии по вопросу об отделении Церкви от государства (авг. 1945). Докл. Комиссии по отделению Церкви от государства по вопросу гражданского брака. К вопросу о брачно-правовой реформе // Богословский сборник. М., 1997. — № 1. — С. 79—141.
- Набросок предисловия к «Богословскому сборнику». О своеобразии и особенностях рус. церк. богословствования // Богословский сборник. М., 1999. — № 2. — С. 5—8.
- Суд над Церковью: (По поводу одной статьи). О возможности достижения добра в реальной церк. жизни // Богословский сборник. М., 1999. — № 3. — С. 21—23.
- О современной организации и жизни наших православных церковных приходов: (К предстоящим собеседованиям с деятелями христианских церквей США во время ответного визита делегации РПЦ, февр. 1963 г.) // Богословский сборник. М., 1999. — № 4. — С. 303—317.
- Набросок предисловия к «Богословскому сборнику» // Богословский сборник. Вып. 2. — М. : ПСТБИ, 1999. — С. 5—8
- При свете Вифлеемской звезды (1954 г.) // Богословский сборник. М., 2000. — № 5. — С. 51—60.

книги
- Слово крестное: Беседы, прочитанные во время Пассий в Николо-Кузнецком храме в Москве. — М. : Православный Свято-Тихоновский Богословский институт, 1993. — 190 с.
- Проповеди. Прощальные слова. Цикл бесед об евхаристии. Приветственные слова. — Красноярск: Енисейский благовест, 2002.
- Страницы жизни в сохранившихся письмах. — Красноярск: Енисейский благовест, 2002. — 591 с.
  - Страницы жизни в сохранившихся письмах. Воспоминания об отце. Издательство: М.: Реглант. 2004. — 592 с.
- Проповеди. Прощальные слова. Цикл бесед о Евхаристии. Приветственные слова; сост., комм. И. В. Шпиллер. — Красноярск: Енисейский благовест, 2002. — 592 с.

## Семья
- Отец — Дмитрий Алексеевич Шпиллер (1868 г.р.), архитектор, потомственный дворянин, сын генерала артиллерии, начальника Киевского военного округа Алексея Логвиновича Шпиллера[13].
- Мать — Мария Николаевна, урожд. Полякова (1870, Луганск— 1960, Москва), артистка оперы (меццо-сопрано, затем сопрано)[14], ученица Е. А. Лавровской.
- Сестра — Наталья Дмитриевна Шпиллер (1909—1995), певица, народная артистка России
- Жена — Людмила Сергеевна, урождённая Исакова — фрейлина российской императрицы[15][16], внучка генерала от инфантерии Н. В. Исакова, сестра героя Первой мировой войны С.С.Исакова.
  - Сын — Иван Всеволодович Шпиллер (1935—2003), дирижёр, народный артист России.